# Adrian Rollini/Diskografie
Diese Diskografie ist eine Übersicht über die Schallplattenaufnahmen von Adrian Rollini.

## Singles
| Aufnahme           | Titel | Musiklabel      |
| ------------------ | --- | --------------- |
| 14. Februar 1933   | Hustlin’ And Bustlin’ For Baby                                                                                      | Banner, Perfect |
| 14. Februar 1933   | Have You Ever Been Lonely ?                                                                                         | Banner          |
| 14. Februar 1933   | You Must Believe Me                                                                                                 | Banner          |
| 14. Februar 1933   | You’ve Got Me Cryin’ Again. Vocal Chorus by Dick Robertson                                                          | Banner, Perfect |
| 12. Juni 1933      | Blue Prelude (Adrian and His Orchestra) (Jenkins / Bishop)                                                          | Columbia        |
| 12. Juni 1933      | Happy As The Day Is Long (Adrian and His Orchestra)                                                                 | Columbia        |
| 12. Juni 1933      | Mississippi Basin (Andy Razaf / Reginald Foresythe)                                                                 | Parlophone      |
| 29. Juli 1933      | Ah ! But Is It Love ?                                                                                               | Banner          |
| 29. Juli 1933      | Dream On | Banner          |
| 29. Juli 1933      | I Gotta Get Up And Go To Work                                                                                       | Banner          |
| 29. Juli 1933      | If I Had Somebody To Love                                                                                           | Banner          |
| 14. September 1933 | Beloved (matrix 14002-2) (Kenny / Silver)                                                                           | Melotone        |
| 14. September 1933 | By A Waterfall (matrix 13999-1)                                                                                     | Banner          |
| 14. September 1933 | I’ll Be Faithful (matrix 14001-2) (Washington / Wrubel)                                                             | Melotone        |
| 14. September 1933 | Sittin’ On A Backyard Fence (matrix 14000-1) (Irving Kahal / Sammy Fain)                                            | Banner          |
| 16. Oktober 1933   | And So, Goodbye | Banner          |
| 16. Oktober 1933   | You’ve Got Everything                                                                                               | Banner          |
| 16. Oktober 1933   | Savage Serenade (Earl Carroll / Rufus King)                                                                         | Perfect, Banner |
| 16. Oktober 1933   | Sweet Madness | Perfect, Banner |
| 23. Oktober 1933   | Beloved (matrix 14002-3) (Kenny / Silver)                                                                           | Banner          |
| 23. Oktober 1933   | I’ll Be Faithful (matrix 14001-3) (Washington / Wrubel)                                                             | Banner          |
| 17. November 1933  | By A Waterfall (matrix 13999-3)                                                                                     | Melotone        |
| 17. November 1933  | Sittin’ On A Backyard Fence (matrix 14000-3) (Irving Kahal / Sammy Fain)                                            | Melotone        |
| 24. November 1933  | Sittin’ On A Log (Pettin’ My Dog) (Gay / Confrey)                                                                   | Banner          |
| 24. November 1933  | Coffee In The Morning And Kisses In The Night (From "Moulin Rouge") (Al Dubin / Harry Warren)                       | Banner, Perfect |
| 24. November 1933  | I Raised My Hat | Banner          |
| 24. November 1933  | Song Of Surrender (waltz)                                                                                           | Banner, Perfect |
| 11. Januar 1934    | Got The Jitters | Banner          |
| 11. Januar 1934    | Ol’ Pappy (Neiburg / Symes / Levinson)                                                                              | Banner          |
| 11. Januar 1934    | On The Wrong Side Of The Fence (Russell / Wruhel)                                                                   | Banner          |
| 11. Januar 1934    | Who Walks In When I Walk Out ?                                                                                      | Banner          |
| 26. Februar 1934   | A Hundred Years From Today (Young / Washington / Young)                                                             | Vocalion        |
| 24. März 1934      | A Thousand Goodnights                                                                                               | Vocalion        |
| 24. März 1934      | Butterfingers | Vocalion        |
| 24. März 1934      | How Can It Be A Beautiful Day ?                                                                                     | Vocalion        |
| 24. März 1934      | Little Did I Dream                                                                                                  | Vocalion        |
| 24. März 1934      | Waitin’ At The Gate For Katy (1) (Gus Kahn / Richard A. Whiting)                                                    | Vocalion        |
| 24. März 1934      | Waitin’ At The Gate For Katy (2) (Gus Kahn / Richard A. Whiting)                                                    | Vocalion        |
| 23. Oktober 1934   | Davenport Blues (Bix Beiderbecke)                                                                                   | Decca, Decca    |
| 23. Oktober 1934   | Riverboat Shuffle (Hoagy Carmichael / Dick Voynow / Irving Mills)                                                   | Decca           |
| 23. Oktober 1934   | Somebody Loves Me (George Gershwin / MacDonald / Buddy De Sylva)                                                    | Decca, Decca    |
| 23. Oktober 1934   | Sugar (Pinkard / Mitchell / Alexander)                                                                              | Decca           |
| 17. März 1936      | Lessons In Love | Decca           |
| 17. März 1936      | Stuff, Etc. | Decca           |
| 17. März 1936      | Swing Low | Decca           |
| 17. März 1936      | Tap Room Swing (Adrian Rollini)                                                                                     | Decca           |
| 27. März 1937      | Let’s Call the Whole Thing Off                                                                                      | Master          |
| 27. März 1937      | Slap That Bass | Master          |
| 7. Januar 1938     | The Sweetest Story Ever Told. Chorus by Pat Hoke (Stultz)                                                           | Decca           |
| 7. Januar 1938     | Bill (Hammerstein / Kern)                                                                                           | Decca           |
| 7. Januar 1938     | Singin’ The Blues (Till My Baby Comes Home). Chorus by Pat Hoke (Sam Lewis/Joe Young/Con Conrad/J. Russel Robinson) | Decca           |

Aufnahmeort war bei allen Titeln New York City.